# Boľkovce
Boľkovce (węg. Bolyk) – wieś (obec) na Słowacji położona w kraju bańskobystrzyckim, w powiecie Łuczeniec. Pierwsze wzmianki o miejscowości pochodzą z roku 1320. 
Według danych z dnia 31 grudnia 2012, wieś zamieszkiwało 638 osób, w tym 323 kobiety i 315 mężczyzn.
W 2001 roku rozkład populacji względem narodowości i przynależności etnicznej wyglądał następująco:
- Słowacy – 72,8%
- Romowie – 1,05%
- Węgrzy – 25,26%

Ze względu na wyznawaną religię struktura mieszkańców kształtowała się w 2001 roku następująco:
- Katolicy rzymscy – 85,95%
- Grekokatolicy – 0,15%
- Ewangelicy – 4,63%
- Ateiści – 6,43%
- Nie podano – 2,24%